# カスケードファンディング
カスケードファンディング(英: Cascade Funding)は、デジタルイノベーションの開発や導入を行うスタートアップ・中小企業を支援するための欧州委員会の公的資金配分の仕組みである。サードパーティのための資金支援(Financial Support for Theird Parties(FSTP))とも呼ばれる。 
カスケードファンディングは、EUが資金提供するプロジェクトが、さらに資金調達の公募を発行できるようにすることにより、公的資金に関する各種申請手続きを簡素化し、中小企業に優しい申請スキームを実現することを目的としている 。この仕組みはエラスムスの学生達によって発案されたモデルに基づいており 、 EUのHorizon 2020（2014-2020）で初めて導入された。 
第7次研究・技術開発フレームワーク・プログラム(FP7)でのFI-PPP   、I4MS  などにおいても同様の仕組みが試行的に運用された経験を生かし、本格運用が開始された。 
ただし、Horizon 2020でのカスケードファンディングの仕組みは、過去に欧州委員会が直接公募し、中小企業などに資金配分していた時代とは大きく異なる 。Horizon 2020でカスケードファンディングの仕組みで資金を受け取っている中小企業などは、EUが公募して選定した資金配分コンソーシアムと契約している。また、このコンソーシアムが欧州委員会に対して公的資金を使用する上での説明責任を負うことになっており。資金配分を受けている中小企業などは欧州委員会から直接監査を受けることはない。 
EUが資金を提供するプロジェクトからの公募は、通常、競争性があり、欧州に貢献するもので、以下を目的としている。 
- アクセラレータまたはインキュベーションを目的としたテックスタートアップの選別（なし）
- 特定の革新的な技術またはフレームワークに関するパイロット、デモンストレーション、実験のサポート（通常は新興企業または中小企業の参加によるもの）
- より多くの参加者をプロジェクトに募ることで、プロジェクトの拡大促進、特定の課題解決

これらの公募では、通常、通常は50,000〜150,000ユーロの範囲で資金支援が行われ 各種支援サービスや実験施設を使用するため無料の権利も与えられる。 
このHorizon 2020の間に実施された公募の大部分は、次の1つまたは複数の領域に属する。 
Future Internet and Next Generation Internet, Smartisation, Industry 4.0 (ICT for Industry), Internet of Things (IoT), Robotics, Big Data, Photonics, Innovation throughout value chains, and the nexus between creativity and technology. 
スマート化と産業の分野での公募は、デジタル化欧州産業戦略として、欧州連合のイニシアチブ「スマートエニシングエブリウェア（SAE）」および「製造業中小企業向けICTイノベーション（I4MS）」の下でのデジタルイノベーションハブの拡大ヨーロッパネットワークの構築を目的としている。 
カスケードファンディングは、Horizon 2020の「情報通信技術」の優先事項全体でますます用いられ、知識の移転と活用、技術の活用、およびこれらの分野でのエコシステムの形成と拡大に貢献している。 